# Kalifa Coulibaly
Kalifa Coulibaly (ur. 21 sierpnia 1991 w Bamako) – malijski piłkarz grający na pozycji napastnika. Od 2023 jest zawodnikiem US Quevilly.

## Kariera klubowa
Swoją karierę piłkarską Coulibaly rozpoczął we francuskim klubie Paris Saint-Germain. W 2010 roku został zawodnikiem zespołu rezerw. Zadebiutował w nich w rozgrywkach Championnat de France amateur 30 marca 2011 w przegranym 0:1 wyjazdowym meczu z US Raon-l'Étape. W drugim zespole PSG występował do końca sezonu 2013/2014.
Latem 2014 Coulibaly przeszedł na zasadzie wolnego transferu do belgijskiego klubu Royal Charleroi. Swój debiut w Eerste klasse zaliczył 25 lipca 2014 w przegranym 0:3 wyjazdowym meczu ze Standardem Liège. 13 grudnia 2014 w wyjazdowym meczu z Waasland-Beveren (3:1) strzelił swojego pierwszego gola w belgijskiej lidze. W Charleroi grał przez rok.
Latem 2015 Coulibaly został zawodnikiem mistrza Belgii, KAA Gent. Swój debiut w klubie z Gandawy zanotował 9 sierpnia 2015 w zremisowanym 1:1 wyjazdowym meczu z Anderlechtem.
W 2017 przeszedł do FC Nantes.
W 2022 Coulibaly przeszedł na zasadzie wolnego transferu do serbskiego klubu FK Crvena zvezda.
1 września 2023 klub US Quevilly ogłosił podpisanie kontraktu z piłkarzem.
| Sezon   | Klub                  | Kraj    | Rozgrywki         | Mecze | Gole |
| ------- | --------------------- | ------- | ----------------- | ----- | ---- |
| 2010/11 | Paris Saint-Germain B | Francja | CFA               | 7     | 2    |
| 2011/12 | Paris Saint-Germain B | Francja | CFA               | 23    | 2    |
| 2012/13 | Paris Saint-Germain B | Francja | CFA               | 31    | 12   |
| 2013/14 | Paris Saint-Germain B | Francja | CFA               | 25    | 14   |
| 2014/15 | Royal Charleroi       | Belgia  | Eerste klasse     | 29    | 7    |
| 2015/16 | KAA Gent              | Belgia  | Eerste klasse     | 24    | 4    |
| 2016/17 | KAA Gent              | Belgia  | Eerste klasse     | 33    | 8    |
| 2017/18 | KAA Gent              | Belgia  | Eerste klasse     | 3     | 0    |
| 2017/18 | FC Nantes             | Francja | Ligue 1           | 8     | 1    |
| 2018/19 | FC Nantes             | Francja | Ligue 1           | 32    | 8    |
| 2019/20 | FC Nantes             | Francja | Ligue 1           | 21    | 4    |
| 2020/21 | FC Nantes             | Francja | Ligue 1           | 17    | 3    |
| 2021/22 | FC Nantes             | Francja | Ligue 1           | 21    | 5    |
| 2022/23 | FK Crvena zvezda      | Serbia  | Super liga Srbije | 4     | 1    |
| 2023/24 | US Quevilly           | Francja | Ligue 2           |       |      |

## Kariera reprezentacyjna
W reprezentacji Mali Coulibaly zadebiutował 15 października 2013 w przegranym 1:3 towarzyskim meczu z Koreą Południową, rozegranym w Cheonan, gdy w 87. minucie zmienił Ousmane Coulibaly.